# Adrian Veideman
Adrian Veideman (* 13. April 1983 in Sicamous, British Columbia) ist ein ehemaliger kanadischer Eishockeyspieler, der im Verlauf seiner aktiven Karriere zwischen 2003 und 2016 unter anderem für die Iserlohn Roosters aus der Deutschen Eishockey Liga (DEL) sowie den EHC Linz und die Vienna Capitals aus der Erste Bank Eishockey Liga (EBEL) aktiv war. 2012 wurde er mit Linz Österreichischer Meister und 2015 mit den Stavanger Oilers Norwegischer Meister.

## Karriere
Adrian Veideman begann seine Karriere mit 18 Jahren bei den Salmon Arm Silverbacks in der British Columbia Hockey League. Dort spielte er von 2001 bis 2003 und wurde stets punktbester Verteidiger. 2003 ging Veideman an die University of Denver und spielte für das Denver Pioneers genannte Eishockeyteam. Schon in seiner Rookie-Saison gewann er die Meisterschaft der National Collegiate Athletic Association. Zur Saison 2004/05 verstärkte Paul Stastny das Team. Die Pioneers gewannen anschließend zunächst die Meisterschaft der Western Collegiate Hockey Association und wiederholten später den Sieg in der NCAA. Veidemann blieb noch zwei weitere Spielzeiten in Denver und konnte in seinen vier Jahren 59 Scorerpunkte erzielen.
Zur Saison 2007/08 unterschrieb der Kanadier seinen ersten Profivertrag bei den Portland Pirates aus der American Hockey League und erhielt eine Einladung ins Rookiecamp des National-Hockey-League-Partners Anaheim Ducks. Den Großteil der Spielzeit verbrachte Veideman bei den Augusta Lynx aus der ECHL. Dort wurde er mit Abstand erfolgreichster Verteidiger und kam zu insgesamt zwölf Spielen in der AHL für die Portland Pirates, darunter sechs Partien in den Play-offs. Im nächsten Jahr wechselte Veideman zu den Iowa Chops, wo er ebenfalls überzeugen konnte. Im Sommer 2009 spekulierte der Kanadier auf einen Vertrag mit Möglichkeit in der NHL zu spielen. Er unterzeichnete zunächst bei den Peoria Rivermen aus der AHL und wurde am 12. September ins Trainingscamp der St. Louis Blues eingeladen. Nach sechs Tagen und einigen Testspielen schickten ihn die Blues aber zurück zum Farmteam, da im Kampf um die Plätze im Team Toptalente wie Alex Pietrangelo mehr überzeugen konnten. Bei den Rivermen folgten, ebenfalls aufgrund der großen Konkurrenz auf der Verteidigerposition, bis zum Jahresende nur 14 Spiele.
Am 7. Januar 2010 bat Veideman seinen Club um eine Auflösung des Vertrages, da er ein Angebot der Iserlohn Roosters aus der Deutschen Eishockey Liga bekam. Diese waren auf der Suche nach einem Ersatz für den verletzten Jon Insana. Einen Tag später verkündeten die Sauerländer die Verpflichtung Veidemans, der schon vor Saisonbeginn im Fokus von Roosters-Manager Karsten Mende gewesen war. In den ersten Spielen zeigte er noch Anpassungsprobleme an das europäische Eishockey, die Veideman aber vor allem in den letzten zehn Saisonspielen abstellen konnte und dabei 8 Scorerpunkte erzielte. Nach dem Verpassen der Play-off verkündeten die Roosters ihr Interesse an einer Vertragsverlängerung mit dem Kanadier. Am 28. Mai 2010 verlängerte Veideman seinen Vertrag um ein Jahr. Zur Saison 2011/12 wurde er vom EHC Linz aus der Erste Bank Eishockey Liga verpflichtet, mit denen er prompt Österreichischer Meister wurde. Dennoch wechselte er nach dieser Saison zu den Vienna Capitals.
Nach zwei Jahren in Wien schloss sich Veidemann zur Saison 2014/15 den Stavanger Oilers an, mit denen er im Frühjahr 2015 die Norwegische Meisterschaft feiern konnte. Anschließend kehrte er nach Nordamerika zurück, wo er nach einer Spielzeit bei den Colorado Eagles aus der ECHL seine Karriere beendete.

## Erfolge und Auszeichnungen
| - 2004 NCAA-Division-I-Championship mit der University of Denver - 2005 Broadmoor-Trophy-Gewinn mit der University of Denver - 2005 NCAA-Division-I-Championship mit der University of Denver - 2008 Teilnahme am ECHL All-Star Game | - 2008 ECHL All-Rookie Team - 2012 Österreichischer Meister mit dem EHC Linz - 2015 Norwegischer Meister mit den Stavanger Oilers - 2016 ECHL First All-Star Team |

## Karrierestatistik
(Legende zur Spielerstatistik: Sp oder GP = absolvierte Spiele; T oder G = erzielte Tore; V oder A = erzielte Assists; Pkt oder Pts = erzielte Scorerpunkte; SM oder PIM = erhaltene Strafminuten; +/− = Plus/Minus-Bilanz; PP = erzielte Überzahltore; SH = erzielte Unterzahltore; GW = erzielte Siegtore; 1 Play-downs/Relegation; Kursiv: Statistik nicht vollständig)